# کلپ(نروژ)
 کِلِپ، (به انگلیسی: Klepp) یک شهرداری در استان روگالاند در کشور نروژ است. شهرداری کلپ، در ساحل بخش کوچکتر منطقه یرن واقع شده است. شهرداری کلپ به طور کامل در   منطقه یَرِن سُفلی واقع شده و بلندترین نقطه آن، از سطح دریا ، بیش از ۱۰۲ متر ارتفاع ندارد. این شهرداری با  شهرداری  هو در جنوب، شهرداری  تایم در شرق و ساندنس  و سولا در شمال هم مرز است.
مرکز اداری شهرداری کِلِپ، درشهرک کِلِپه قرار دارد.
شهرهای کلپ و  تایم،  تنها شهرداری ها در استان روگالاند هستند  که از زمان تاسیس  نظام خودگردانی محلی در سال ۱۸۳۷  مرزهای آنها هیچ تغییری نکرده است.